# Kawabeia fuscofasciata
Kawabeia fuscofasciata is een vlinder uit de familie van de bladrollers (Tortricidae). De wetenschappelijke naam van de soort werd in 1991 gepubliceerd door Park & Byun.